# بريت ألكروفت
بريت ألكروفت (ولدت باسم هيلاري ماري ألكروفت، 14 ديسمبر 1943 - 03 يناير 2025) هي كاتبة ومنتجة ومخرجة وممثلة صوتية إنجليزية. كانت منشئة المسلسل التلفزيوني للأطفال توماس المحرك الدبابي والأصدقاء (الذي أعيد تسميته لاحقًا توماس والأصدقاء)، ومحطة الزمن الساطع (مع ريك سيجلكو)، وحكايات توماس للسيد كونديتور ومغامرات مومفي السحرية. كما كتبت وشاركت في إنتاج وإخراج فيلم توماس والسكة الحديدية السحرية (2000).